# Stibo-Fonden
Stibo-Fonden er en dansk erhvervsdrivende fond.
Gennem holdingselskabet Stibo Holding A/S ejer Stibo-Fonden Stibo Systems, Stibo DX og Stibo Complete.
Stibo Holding ejer også virksomheden Stibo Ejendomme.
Formand for bestyrelsen er Ebbe Malte Iversen.
Fonden støtter videnskabelig forskning og giver støtte til "løsning af sociale, kulturelle og andre samfundsgavnlige opgaver", organisation og personer med gavn for "dansk erhvervslivs trivsel" samt hædersgaver til forskere og kunstnere. 
Den uddeler rejsestipendier til danske ph.d.-studerende i datalogi.